# Plan prévisionnel de fumure
Pour les articles homonymes, voir PPF.
Un plan prévisionnel de fumure (PPF) ou plan de fumure est un plan de gestion technique recommandé suivant un code de bonnes pratiques agricoles. Il est établi pour toutes les parcelles de l'exploitation agricole, afin de respecter une fertilisation raisonnée en azote en quantité nécessaire selon la culture et au bon moment selon la saison. Il permet de limiter les sur-fertilisations et de limiter les pollutions des eaux par les nitrates. Il est obligatoire pour les "zones vulnérables". Le plan prévisionnel de fumure est à différencier du plan d'épandage qui lui concerne l'épandage des effluents d'élevage.   

## Cahier d'épandage
Pour son suivi, Il est aussi recommandé de tenir un cahier d'épandage des fertilisants. C'est un outil qui permet d'adapter précisément les doses d'azote aux objectifs de production, en limitant les risques pour l'environnement. Ces documents de gestion technique de l'exploitation agricole, plan de fumure et cahier d'épandage permettent de respecter la réglementation Directive Nitrates. 

## Suivant un calendrier
Ce plan est réalisé, avant le 31 mars pour les grandes cultures et le 30 avril en maraîchage pour l’île de France. Sinon, avant le premier apport de fertilisant azoté réalisé en sortie d'hiver ou avant le deuxième apport réalisé en sortie d'hiver en cas d'un fractionnement des apports de fertilisant. 

## Pour un calcul global par parcelle
Le calcul de la dose d'azote à apporter nécessite la prise en compte des besoins en azote de la culture et la quantité d'azote fournie par le sol pour un juste nécessaire d'apport d'azote pour cette culture. 

### Somme des besoins en azote des plantes
Les paramètres principaux sont la prise en compte de la culture à effectuer avec sa date de semis et la gestion des résidus enfouis ou non de la culture précédente ainsi que :
- L'objectif de rendement de la culture en q/ha
- Le coefficient de besoin de la culture en azote en kg/q
- La quantité d'azote non utilisé après récolte en kg/ha

### Somme des fournitures en azote du sol
- Reliquat d'azote en sortie d’hiver (RSH) en kg/ha
- Minéralisation de l’humus du sol selon sa teneur en matière organique et le type de sol (argileux, calcaire, sableux, limoneux...) en kg/ha
- Azote absorbé par les cultures en kg/ha
- Effet du précédent apport d'azote en kg/ha
- Apport d'azote par l’eau d’irrigation en kg/ha selon sa teneur en nitrates (mg N-NO3/I)
- Azote disponible après des apports de Matière Organique en kg/ha
- Effet CIPAN (Culture intermédiaire piège à nitrates) en kg/ha

### Calcul d'apport d'azote prévisionnel
Cet apport d'azote représente la somme des besoins en azote de la culture à laquelle se soustrait la somme des fournitures en azote par le sol.
- Type de fertilisant
- Teneur en azote en %
- Époque d'apport (mois)
- Quantité épandue en kg/ha
- Surface concernée en %